# صمد علی چنگیزی
صمد علی چنگیزی ستوان یکم پرواز نظامی و جنگی در نیروی هوایی پاکستان مخصوصاً در جنگ ۱۹۷۱ پاکستان و هند بود.
صمد علی متعلق به اقلیت قومی هزاره در کویته پاکستان بود.

## افتخارات و جوایز
صمد علی در جنگ هند و پاکستان ۱۹۷۱ (میلادی) در بین اجرای مأموریت و جنگ کشته شد. او به خاطر جنگیدن دلیرانه و کشته شدن برای کشورش، جایزهٔ ستاره جرات را که یکی از افتخارات درجه سوم ارتش پاکستان است به خود اختصاص داد.